# Alon Turgeman
Alon Turgeman uváděný i jako Alon Turjeman (hebrejsky אלון תורג'מן; narozen 9. června 1991, Chadera, Izrael) je izraelský fotbalový útočník a bývalý mládežnický reprezentant, v současnosti hraje v klubu Makabi Haifa FC.

## Klubová kariéra
- Beitar Nes Tubruk FC (mládežnické týmy)
- Hapoel Petah Tikva FC 2010–2011
- Makabi Haifa FC 2011–

## Reprezentační kariéra
Turgeman se zúčastnil s izraelskou jedenadvacítkou domácího Mistrovství Evropy hráčů do 21 let 2013 v Izraeli, kde jeho tým obsadil nepostupové třetí místo v základní skupině A. Na tomto turnaji vstřelil jeden gól v úvodním utkání skupiny proti Norsku (remíza 2:2).